# 6035 Citlaltépetl
6035 Citlaltépetl eller 1987 OR är en asteroid i huvudbältet som upptäcktes den 27 juli 1987 av den belgiske astronomen Eric W. Elst vid Haute-Provence-observatoriet. Den är uppkallad efter Mexikos högsta berg och vulkan, Pico de Orizaba.
Asteroiden har en diameter på ungefär 4 kilometer.